# Eric Grate

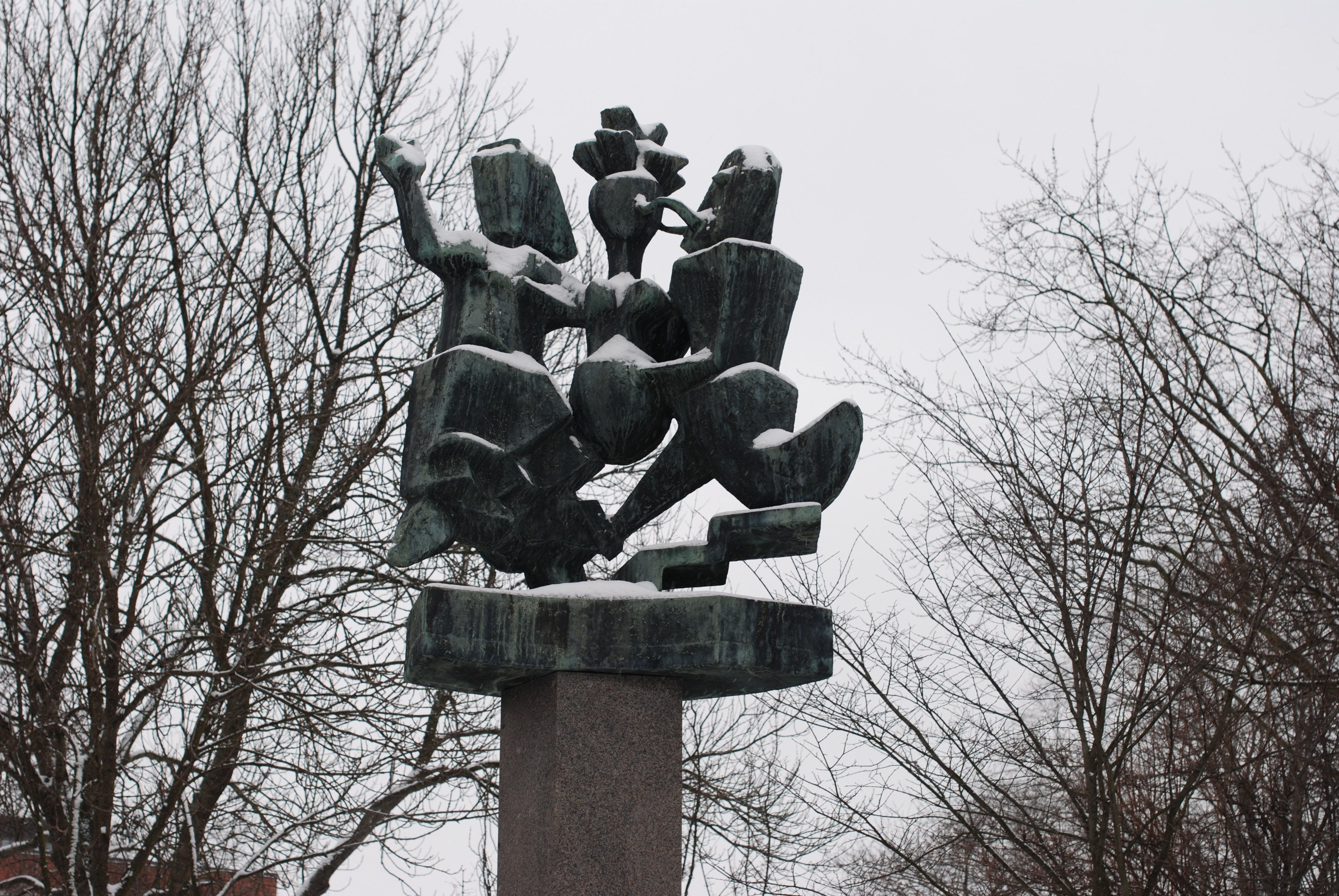
Det entomologiska kvinnorovet in Solna

Eric Grate (Stockholm, 14 augustus 1896 – aldaar, 3 augustus 1983) was een Zweedse beeldhouwer, schilder, tekenaar en graficus.

## Leven en werk
Eric Gustav Grate (oorspronkelijk: Erikson) bezocht van 1916 tot 1917 de Technische School en studeerde aansluitend van 1917 tot 1920 aan de Kungliga Konsthögskolan Mejan in Stockholm. Van 1922 tot 1923 verbleef hij in München en gedurende 1923 en 1924 reisde hij naar Griekenland en Italië. Daarna woonde hij van 1924 tot 1934, met korte onderbrekingen in Zweden, in Parijs, waar hij kennismaakte met alle moderne stromingen in de kunst, het kubisme, het surrealisme, het constructivisme en vele kunstenaars leerde kennen, onder anderen Otto Gustaf Carlsund, Max Ernst en Alexander Calder. In 1930 behoorde Grate tot de kunstenaars die hun werk toonden tijdens de door Otto Gustaf Carlsund en Jean Hélion van de beweging Art Concret in Stockholm georganiseerde tentoonstelling Internationell Utställning av post-kubistisk konst (Exposition internationale d'Art post-cubisme). In de jaren 1930 tot 1934 exposeerde hij met de leden van de École de Paris in Brussel en Parijs. In 1932 kon Grate zijn werk weer in Zweden tonen tijdens de expositie Paris 1932. Utställning av postkubistisk och surrealistisk konst in het Nationalmuseum in Stockholm. Mede-exposanten waren onder anderen Hans Arp, Georges Braque, Marc Chagall, Wassily Kandinsky, Paul Klee, Fernand Léger, Joan Miró en Pablo Picasso. Grate's bijdragen waren: Månbrunnens öga en Metallformer.
In 1934 keerde hij definitief terug naar Stockholm. Grate was daar van 1941 tot 1951 hoogleraar aan de kunstacademie. In 1959 werd hij uitgenodigd voor deelname aan de Biënnale Middelheim in Antwerpen. In 1998 nam hij met zijn werk Aklejaderna II uit 1959/60 in Den Haag deel aan de expositie Den Haag Sculptuur op het Lange Voorhout.

## Werken (selectie)
- Bergslagsurnam (1922), Majorna in Göteborg
- Det entomologiska kvinnorovet (1936/38), Karolinska Instituut in Solna
- Djungel och Ishav, Rottneros Park in Rottneros
- Ung man of Sommaren (1947), Lundby in Göteborg
- Våren (1950), Härlanda in Göteborg en Museiparken in Alingsås
- Liggande kvinna (1942/52), Västertorps Skulpturpark in Stockholm
- Trädet (1954), Västertorps Skulpturpark in Stockholm
- Förvandlingsarnas Brunn (1944/55) - fontein met 8 reliëfs, Marabouparken in Sundbyberg
- Gudinna vid hyperboreiskt hav (1956), Rådhustorget in Gävle
- Akledajerna II (1959/60), Norrköpings Museum Skulpturpark in Norrköping
- Snäckfågel (1960/61), Skånegatan in Göteborg en Stora Torg in Eslöv
- Monument över yxman (1967), Rålambshovparken in Stockholm[4]
- Nike från Sant Andria (1967/68), Stadsbiblioteket in Norrköping
- Vindarnas grotta (1960/71), Fiskartorget in Västerås
- Hjärtblad (1974), Landstingshuset in Kristianstad

## Fotogalerij

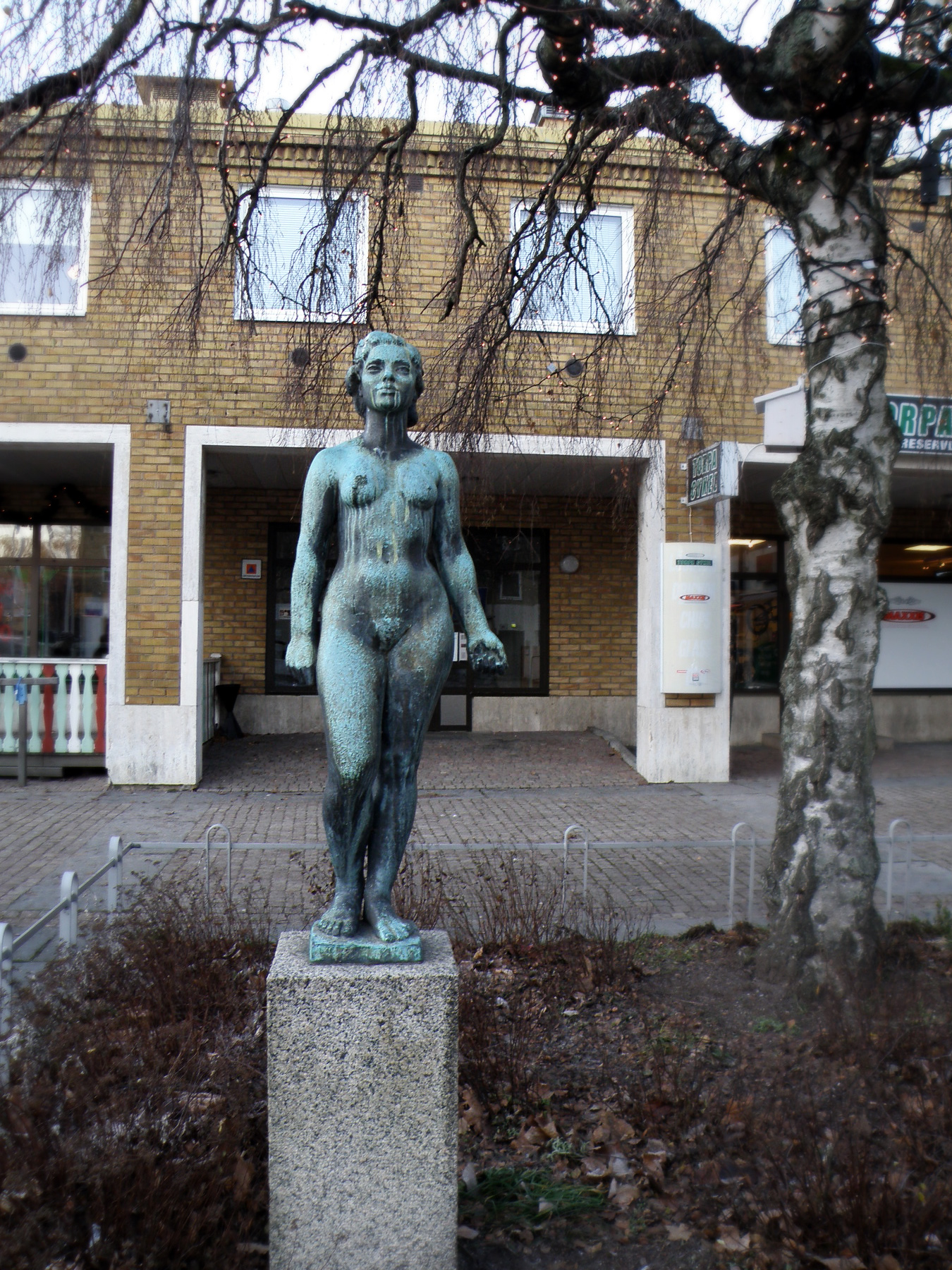
Våren, Göteborg
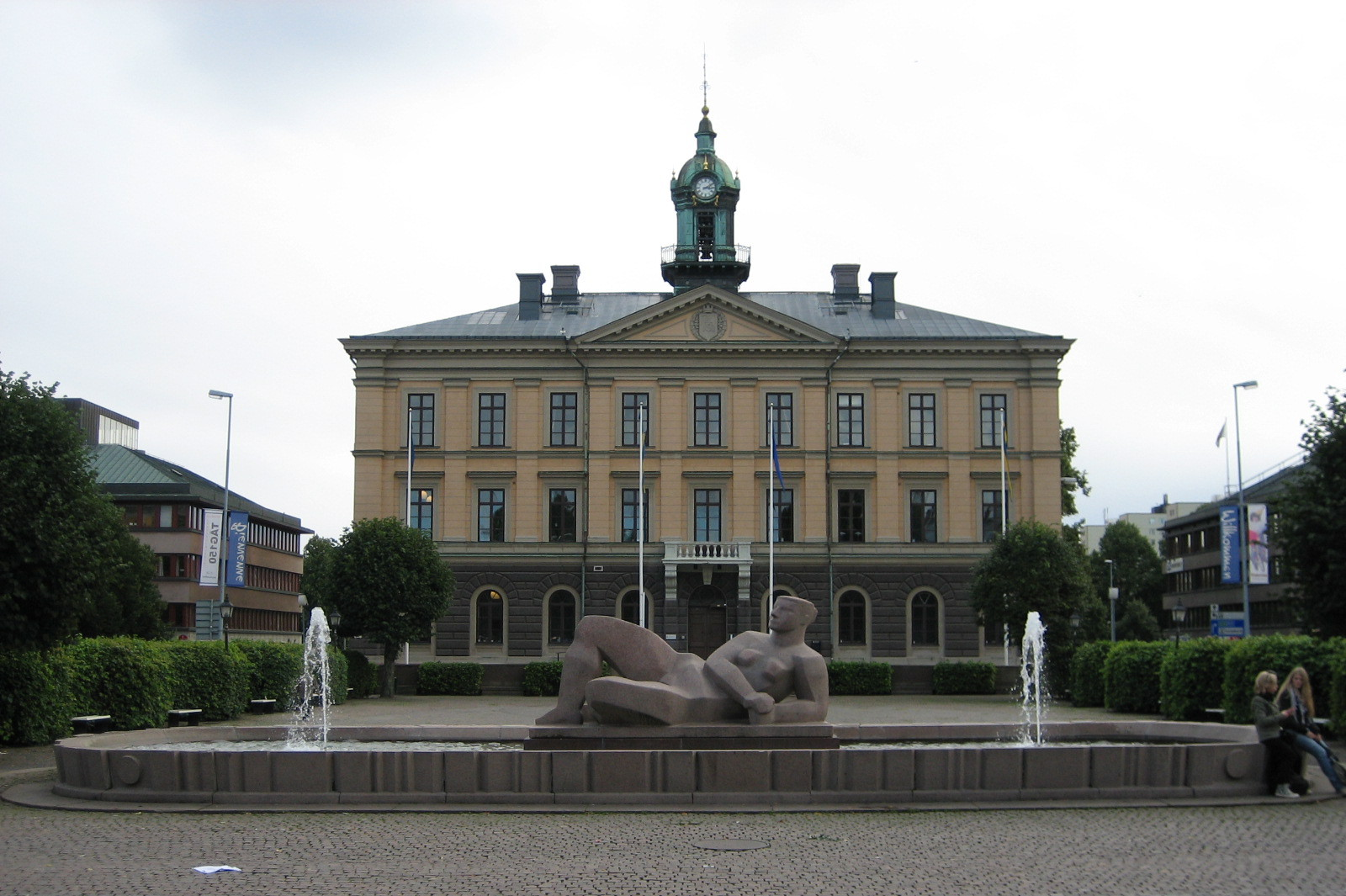
Gudinna vid hyperboreiskt, Gävle
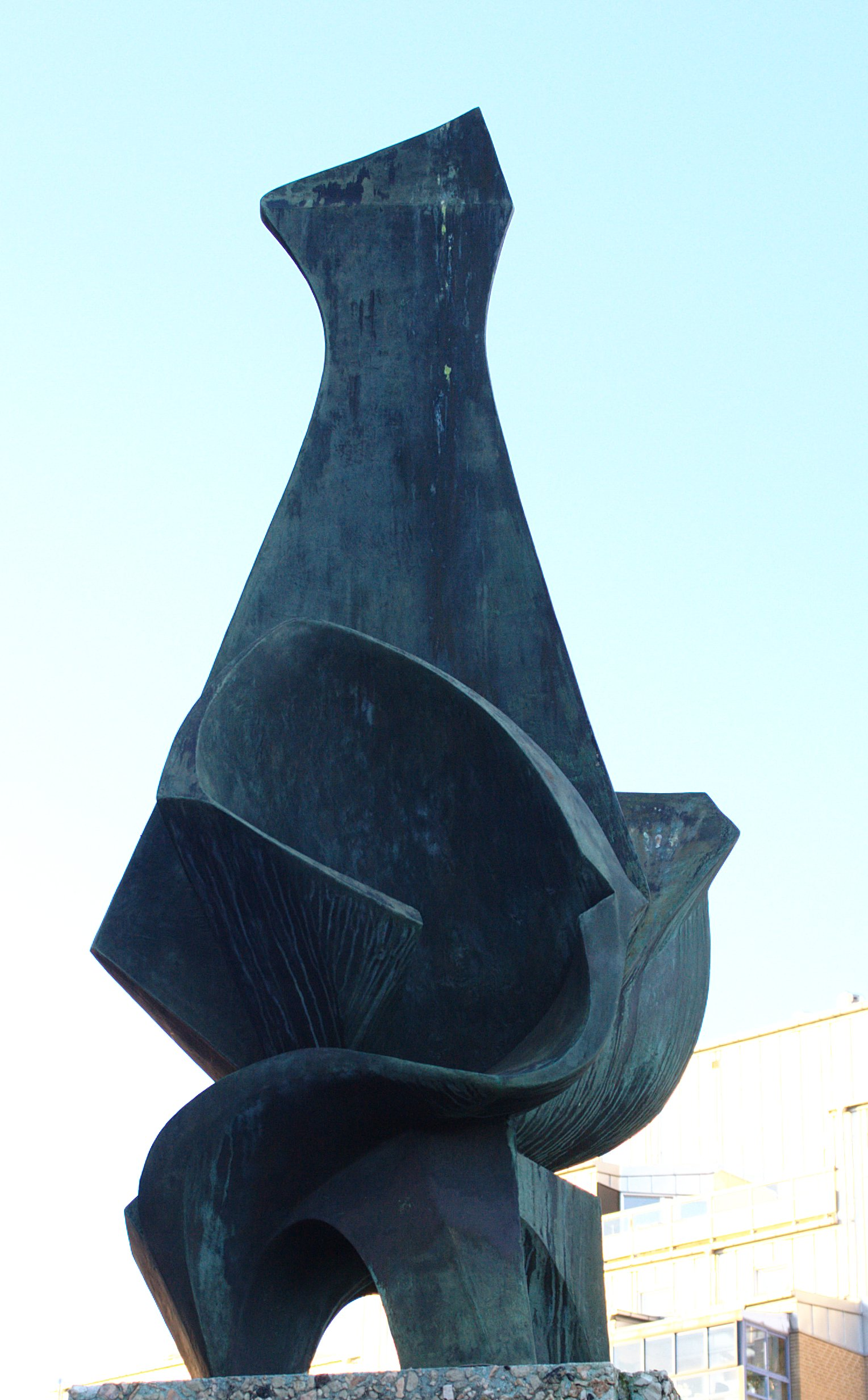
Snäckfågel, Göteborg
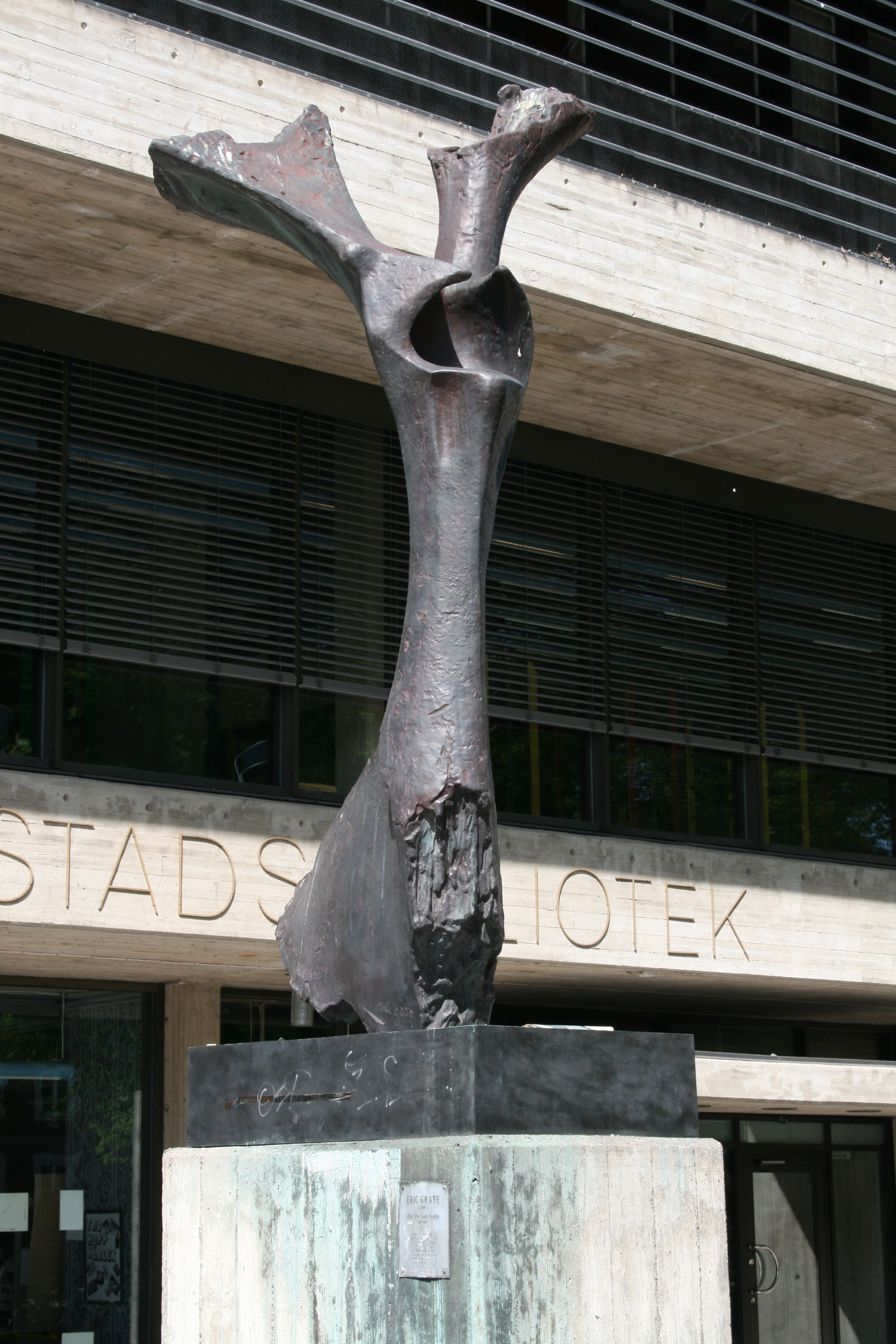
Nike från Sant Andria, Norrköping
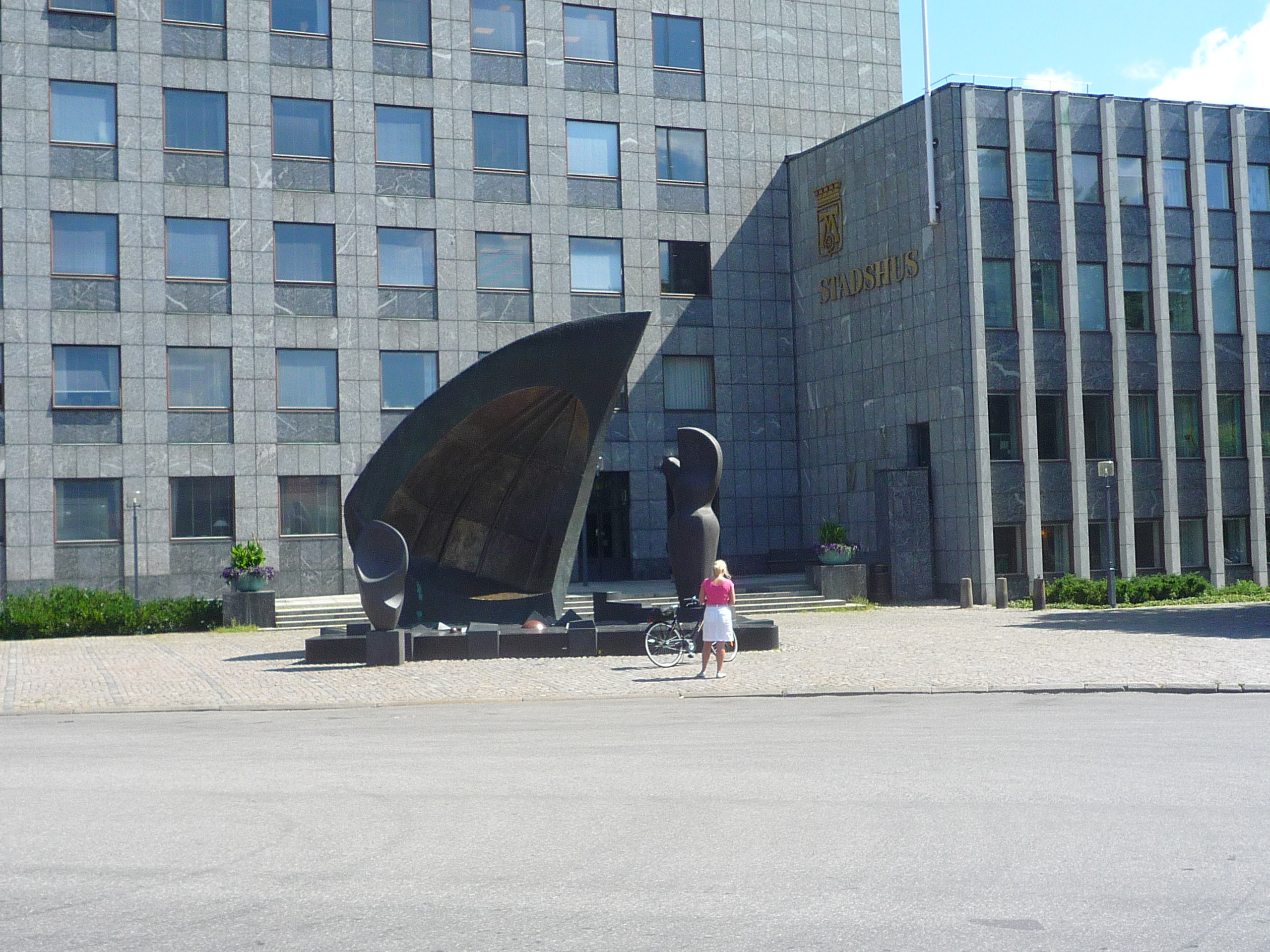
Vindarnas grotta, Västerås